# Sara Donoso Palacios
Sara de Lourdes Donoso Palacios fue una estudiante de Enfermería chilena, militante del Partido Socialista de Chile, detenida por agentes de la DINA el 15 de julio de 1975. Tenía 25 años a la fecha de la detención, es una de las mujeres detenidas desaparecidas de la dictadura militar en Chile.  

## Una estudiante de Enfermería es detenida por la DINA
Sara Donoso Palacios, estudiante universitaria de Enfermería de la Universidad de Chile, militante del Partido Socialista, fue detenida el 15 de julio de 1975 por agentes de la Dirección de Inteligencia Nacional (DINA).  Detenida a la entrada del Consultorio del Servicio Nacional de Salud, done estaba realizando su internado, en calle Independencia. El padre de la víctima, Juan Donoso Oliva, se enteró de los hechos a través de una llamada telefónica recibida el miércoles 16 de julio del mismo año, a través de la cual la enfermera jefe del Consultorio preguntaba por Sara Donoso, quien no se había presentado a trabajar. Posteriormente, el padre confirmaría la detención de su hija por medio de las informaciones que le entregaron compañeros de trabajo de la afectada. Sara vivía en un departamento central junto a Rosa Soliz (también militante socialista y detenida desaparecida). Ambas trabajaban en el mismo Consultorio y realizaban funciones de enlace al interior del Partido Socialista, tanto entre la Directiva central como entre este y otros partidos políticos. 
La detención y desaparición de Sara Donoso se inscribe en una acción de la DINA en contra de los dirigentes del Partido Socialista, miembros de la Comisión Política, sus enlaces y correos. En este operativo se efectuaron las detenciones de Michelle Peña, Exequiel Ponce, Mireya Rodríguez, Carlos Lorca, Ricardo Lagos y de la afectada. En el mes de julio de ese mismo año, fueron detenidas Sara Donoso y Rosa Soliz, quienes estaban bajo las órdenes partidarias de Carolina Wiff. Todos ellos permanecen como detenidos desaparecidos. Hasta el día de hoy, Sara Donoso es una detenida desaparecida.

## Proceso judicial en dictadura
Se interpuso un recurso de amparo por Sara Donoso el 25 de julio de 1975, en la Corte de Apelaciones de Santiago, rol 862-75. La Corte rechazó la presentación "por cuanto no se imputa a alguna autoridad la privación de libertad de Sara Donoso Palacios". Los antecedentes fueron remitidos al 3°Juzgado del Crimen de Santiago en donde se abrió el proceso rol 118.6575. El 5 de diciembre de 1975, se sobreseyó temporalmente la causa. El 1 de agosto de 1975 se había abierto una causa por presunta desgracia de la afectada, en el 8° Juzgado del Crimen, rol 12.621 3, el juez se declaró incompetente y envió los antecedentes al 3er. Juzgado del Crimen, donde se sobreseyó esta denuncia de presunta desgracia.

## Informe Rettig
Familiares de Sara Donoso presentaron su caso ante la Comisión Rettig, Comisión de Verdad que tuvo la misión de calificar casos de detenidos desaparecidos y ejecutados durante la dictadura. Sobre el caso de Sara Donoso, el Informe Rettig señaló que:

“El 15 de julio de 1975 agentes de la DINA detuvieron a Sara de Lourdes DONOSO PALACIOS, de 25 años, estudiante de enfermería, en las afueras del consultorio antes mencionado. Se ha logrado acreditar, por los testimonios obtenidos, que tanto Sara Donoso como Rosa Soliz realizaban semejantes funciones dentro del PS y que estaban bajo las órdenes de Modesta Wiff.  Su desaparición es consecuencia directa de la represión desatada sobre la directiva de esa organización.

La Comisión se formó la convicción de que la víctima fue objeto de violación a los derechos humanos imputable a agentes estatales, quienes la hicieron desaparecer”.

## Proceso judicial en democracia
El caso de Sara Donoso Palacios fue investigado por ministro de la Corte de Apelaciones de Santiago, Miguel Vázquez Plaza, en el caso que se denominó "Comité Central Partido Socialista" que tuvo como fin el investigar a los responsables de la detención y desaparición de 11 integrantes del Comité Central del Partido Socialista, detenidos en diversas fechas del año 1975 por agentes de la DINA. 
Los 11 militantes socialistas que son parte de este caso son: 
- Alfredo Rojas Castañeda,
- Adolfo Ariel Mancilla Ramírez,
- Michelle Peña Herreros,
- Ricardo Ernesto Lagos Salinas,
- Exequiel Ponce Vicencio,
- Mireya Herminia Rodríguez Díaz,
- Carlos Lorca,
- Carolina Wiff Sepúlveda,
- Rosa Soliz Poveda,
- Sara Donoso Palacios y
- Jaime Eugenio López Arellano.[3]

El 18 de diciembre de 2018 el magistrado Miguel Vázquez Plaza, condenó a seis exmiembros de la Dirección de Inteligencia Nacional (DINA), por su responsabilidad en los delitos de secuestro calificado de 11 integrantes del Comité Central del Partido Socialista. En el fallo el ministro condenó a Raúl Eduardo Iturriaga Neumann a la pena de 20 años de prisión efectiva, como coautor de los delitos de secuestro calificado de Alfredo Rojas Castañeda, Michelle Marguerite Peña Herreros, Ricardo Ernesto Lagos Salinas, Mireya Herminia Rodríguez Díaz y Exequiel Ponce Vicencio.
En tanto, los exagentes Rolf Gonzalo Wenderoth Pozo y Manuel Andrés Carevic Cubillos deberán purgar 18 años de prisión, como coautores de los secuestros calificados de Alfredo Rojas Castañeda, Adolfo Ariel Mancilla Ramírez, Michelle Marguerite Peña Herreros, Ricardo Ernesto Lagos Salinas, Exequiel Ponce Vicencio, Mireya Herminia Rodríguez Díaz, Carlos Enrique Lorca Tobar, Modesta Carolina Wiff Sepúlveda, Rosa Elvira Soliz Poveda, Sara de Lourdes Donoso Palacios y Jaime Eugenio López Arellano.
En el caso de Gerardo Ernesto Urrich González, el ministro lo condenó a 16 años de prisión efectiva, como coautor de los delitos de secuestro calificado de Michelle Marguerite Peña Herreros, Ricardo Ernesto Lagos Salinas, Exequiel Ponce Vicencio, Mireya Herminia Rodríguez Díaz, Carlos Enrique Lorca Tobar, Modesta Carolina Wiff Sepúlveda, Rosa Elvira Soliz Poveda, Sara de Lourdes Donoso Palacios y Jaime Eugenio López Arellano.
Finalmente, los agentes represores: Miguel Krassnoff Martchenko, deberá cumplir 15 años y un día de prisión, en calidad de autor de los delitos de secuestro calificado de Alfredo Rojas Castañeda y Exequiel Ponce Vicencio; y Juvenal Alfonso Piña Garrido, 12 años de prisión, como coautor de los secuestros calificados de Alfredo Rojas Castañeda, Michelle Marguerite Peña Herreros, Ricardo Ernesto Lagos Salinas, Mireya Herminia Rodríguez Díaz y Exequiel Ponce Vicencio. En la causa, se decretó la absolución del agente Jorge Madariaga Acevedo.
En la etapa de investigación, el ministro en visita logró establecer la siguiente secuencia de hechos: 
“a) Que, a fines de 1973 una importante dotación de funcionarios de las distintas Fuerzas Armadas y de Orden, fueron llevados en grupos, a dependencias del Ejército de Chile ubicado en Rocas de Santo Domingo, siendo en su mayoría del Ejército y Carabineros de Chile, a los que se entregaron conocimientos para la represión y combate a militantes y dirigentes de partidos políticos de la época.
b) Que, con posterioridad a estos cursos de instrucción básica de inteligencia, los asistentes fueron destinados a la Dirección Nacional de Inteligencia, siendo desplegados a diversos cuarteles, para desarrollar la represión de grupos políticos, entre ellos el Partido Socialista, para lo cual contaban con una estructura consistente en una Brigada de Inteligencia Metropolitana, con un Director o Jefe y su respectiva Plana Mayor, contando para ello con Agrupaciones o Brigadas, como Lautaro, Caupolicán y Purén, siendo esta última la encargada principal de la represión de la dirigencia del Partido Socialista, sin perjuicio de que podían operar juntas o intercambiar integrantes con las otras agrupaciones, para lo cual, además, contaban con centros clandestinos de detención.
c) Que, en la Plana Mayor de Villa Grimaldi, se realizaba un listado periódico de los detenidos, según la información proporcionada por las Brigadas Purén y Caupolicán.
d) Que, el 4 de marzo de 1975 fue detenido, al salir de su trabajo en dirección a su domicilio, Alfredo Rojas Castañeda, por agentes de la Dirección de Inteligencia Nacional, DINA, el que fue visto por testigos en el centro de detención Villa Grimaldi, desconociéndose desde esa fecha su paradero actual.
e) Que, el 14 de marzo de 1975, agentes de la DINA detuvieron a Adolfo Ariel Mancilla Ramírez en el domicilio de calle Ricardo Cumming N.º 732 de Santiago, y fue visto recluido en el recinto ilegal de detenidos Villa Grimaldi, desconociéndose desde esa fecha su paradero.
f) Que, el 25 de junio de 1975, cerca de las 01:00 horas, Exequiel Ponce Vicencio, miembro del Comité Central del Partido Socialista de Chile, fue detenido por agentes de la DINA en calle Tocornal N° 557, en compañía de su enlace Mireya Rodríguez Díaz, trasladándolo al centro de detención Villa Grimaldi, desconociéndose desde esa fecha su paradero.
g) Que, el 25 de junio de 1975, cerca de las 01:00 horas, Mireya Herminia Rodríguez Díaz, quien se desempeñaba como enlace del Partido Socialista, fue detenida en calle Tocornal N.º 557, Santiago, cuando estaba en compañía de Exequiel Ponce Vicencio por agentes de la DINA, quienes la llevaron al centro ilegal de detenidos Villa Grimaldi, desconociéndose su paradero actual.
h) Que, entre el 20 y el 25 de junio de 1975, Ricardo Ernesto Lagos Salinas, integrante del Partido Socialista y miembro de su Comité Central, fue detenido por agentes de la DINA en el sector de Villa Las Rejas y llevado al recinto de Villa Grimaldi, desconociéndose su paradero actual.
i) Que, entre el 20 y el 25 de junio de 1975, Michelle Marguerite Peña Herreros, integrante del Partido Socialista, fue detenida por agentes de la DINA en el sector de Villa Las Rejas, siendo trasladada al recinto de Villa Grimaldi, desconociéndose su paradero actual.
j) Que, alrededor de las 16:00 horas del 25 de junio de 1975, Carlos Enrique Lorca Tobar, militante del Partido Socialista e integrante del Comité Central, cuando llegó al domicilio de Maule N.º 130, comuna de Santiago, donde vivía Modesta Wiff Sepúlveda, en circunstancias que la casa había sido ocupada horas antes por agentes de la DINA, fue detenido y trasladado a Villa Grimaldi, siendo visto por otros prisioneros y parte de la tortura a la que fue sometido, desconociéndose su actual paradero.
k) Que, alrededor de las 16:00 horas del 25 de junio de 1975, Modesta Carolina Wiff Sepúlveda, quien se desempeñaba como enlace del Partido Socialista, fue detenida en el domicilio de Maule N.º 130, comuna de Santiago, por agentes de la DINA que previamente habían ocupado la casa, para luego trasladarla a Villa Grimaldi, desconociéndose su actual paradero
l) Que, el 7 de julio de 1975, Rosa Elvira Soliz Poveda, quien se desempeñaba como enlace del Partido Socialista, fue detenida por agentes de la DINA, siendo vista después en poder de sus captores al interior de un vehículo, desconociéndose su paradero actual.
m) Que, el 15 de julio de 1975, a las 08:30 horas, llegando al consultorio donde trabajaba, ubicado en Independencia N° 1345, comuna de Independencia, Sara de Lourdes Donoso Palacios, que se desempeñaba como enlace del Partido Socialista, fue detenida por agentes de la DINA, siendo vista después al interior de un vehículo de la DINA en poder de sus captores, desconociéndose su paradero actual.
n) Que, Jaime Eugenio López Arellano, militante del Partido Socialista de Chile e integrante de su Comisión Política, fue detenido por la DINA los últimos días de diciembre de 1975 y llevado a Villa Grimaldi, donde fue visto hasta el mes de marzo de 1976 aproximadamente, desconociéndose su actual paradero.

## Memoria
Sara Donoso  es parte de un grupo de militantes socialistas detenidos desaparecidos fue parte del proyecto “Vivos Recuerdos” a través de un programa computacional, las fotos de las víctimas de la dictadura fueron sometidas a un proceso, para que luego esa fotografía corresponda al detenidos desaparecido luego de 40 años.